# Rubiol de sang peixenc
El rubiol de sang peixenc o camperol dels prats salats (Agaricus bernardii) és un rubiol del grup dels rubiols de sang. És un bolet de bona mida, que es caracteritza per la consistència de la cama, la carn que vermelleja al tall, el marge involut i l'anell ínfer.

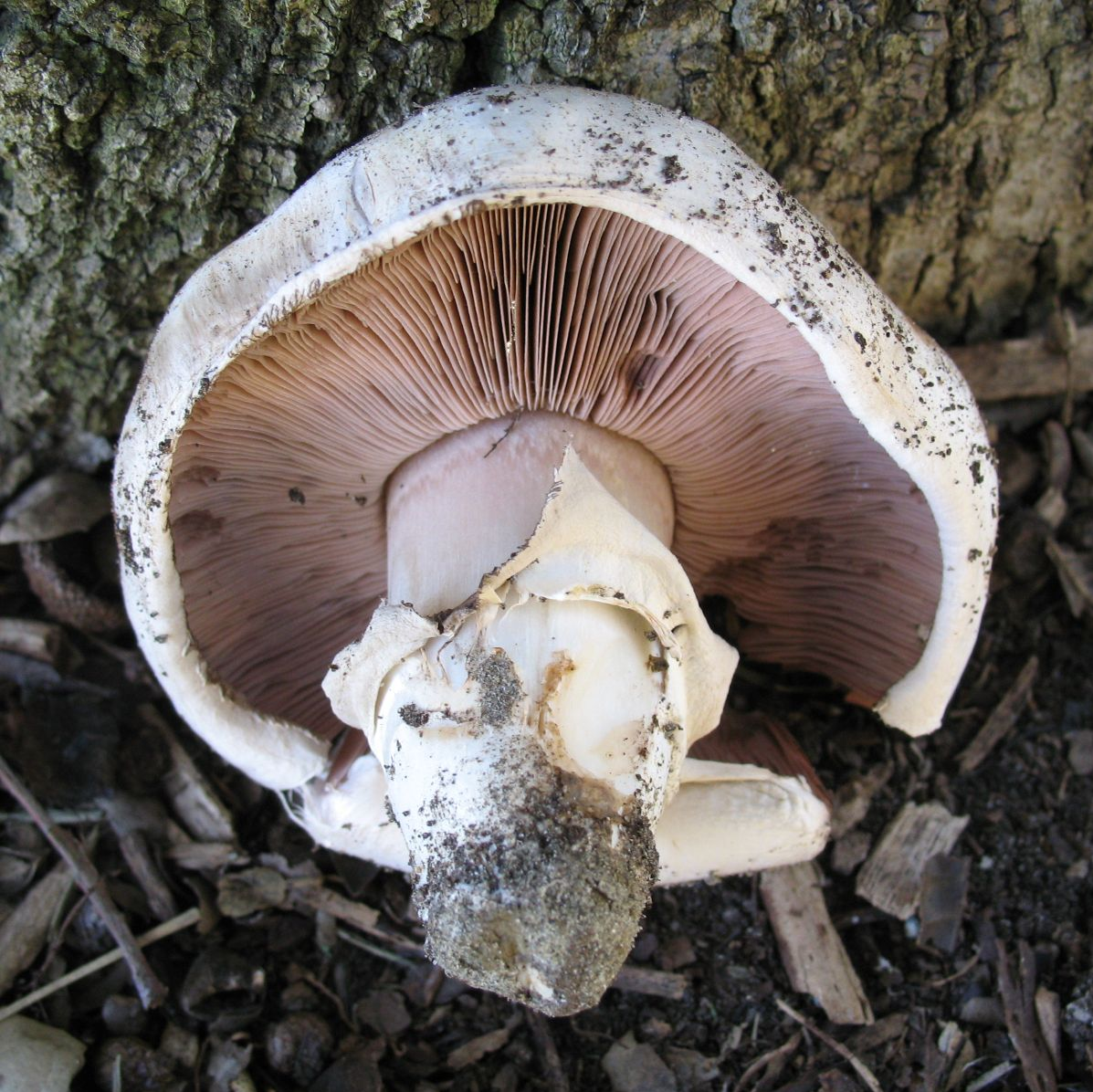
Revers del rubiol de sang peixenc (Agaricus bernardii)

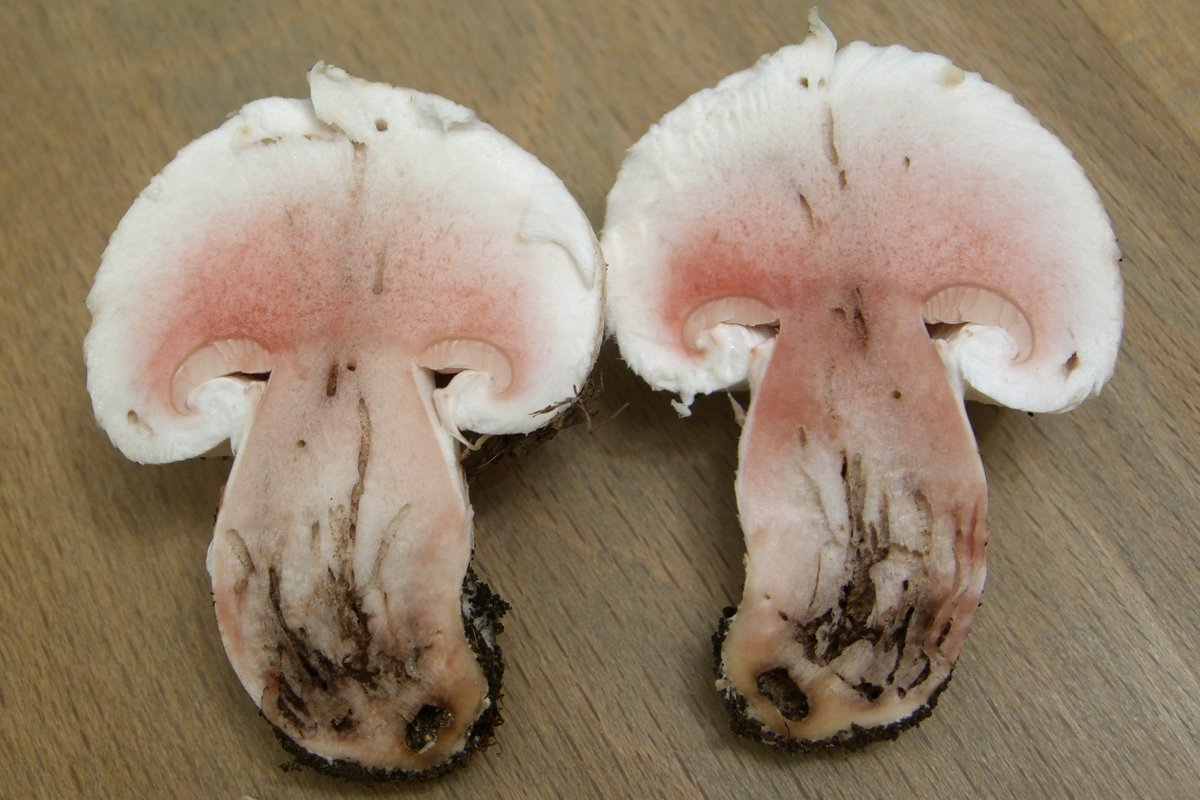
Secció del rubiol de sang peixenc (Agaricus bernardii)

## Hàbitat
Rar; des de primavera a finals de tardor; en prats salats i dunes litorals, pot aparèixer en zones d'interior, en especial en aquelles on es fa servir sal per evitar gelades a l'hivern.

## Gastronomia
Comestible. L'olor de la carn però, el fa rebutjable.